# Макбрайд, Брайан (футболист)
Бра́йан Ро́берт Макбра́йд (англ. Brian Robert McBride; род. 19 июня 1972, Арлингтон-Хайтс, Иллинойс) — американский футболист, нападающий.

## Биография

### Клубная карьера
Начинал карьеру в клубе «Милуоки Рэмпейдж», затем выступал в Европе за «Вольфсбург», «Престон Норт Энд» и «Эвертон». Зимой 2004 года перешёл в «Фулхэм», клуб заплатил за него 800 000 €. В команде выступал как капитан. Летом 2008 года перешёл в клуб MLS «Чикаго Файр», подписав полуторагодичный контракт. В 2010 году завершил карьеру игрока.

### Карьера в сборной
В июле 2006 года заявил, что завершит выступать за национальную сборную США. Участник Олимпийских игр 2008 года.

## Стиль игры
Макбрайд как игрок всегда отличался отличной игрой головой, поэтому его считают одним из лучших футболистов в США.

## Личная жизнь
Супругу зовут Дина, он также воспитывает двух дочерей — Эшли и Эллу.

## Достижения
Командные
 «Коламбус Крю»
- Обладатель Открытого кубка США: 2002

 сборная США
- Золотой кубок КОНКАКАФ:

чемпион — 2002
серебряный призёр — 1998
бронзовый призёр — 2003
- Кубок конфедераций:

бронзовый призёр — 1999
Индивидуальные
- Член Зала славы футбола США (2014)
- Самый ценный игрок Золотого кубка КОНКАКАФ: 2002
- Лучший бомбардир Золотого кубка КОНКАКАФ: 2002 (4 гола)